# Mona Sulaiman
Pour les articles homonymes, voir Sulaiman.
Mona Sulaiman, née le 9 juin 1942 à Cotabato (Philippines) et morte le 21 décembre 2017, est une ancienne sprinteuse philippine ayant participé à deux éditions des Jeux olympiques dans les années 1960. Elle fait du sprint, de l'heptathlon et du lancer du poids.

## Jeunesse
Aînée des cinq filles de Kudelat et Aminan Sulaiman, elle est repérée à l'âge de quinze lors d'un meeting scolaire. À cette époque, elle court pieds nus. Lors d'un compétition à Lingayen, elle est recrutée par l'entraîneur de l'équipe sportive de la Far Eastern University à Manille.

## Carrière
À l'âge de 18 ans, elle obtient son billet pour les Jeux olympiques d'été de 1960 qui se déroule à Rome. Là, elle court le 100 m et le 200 m. Sur le 100 m, elle arrive deuxième de sa série en 12 s 40 et se qualifie pour les quarts de finale. En quarts, elle court son 100 m en 12 s 54 et termine seulement 6e. Finalement, elle se classe 21e sur 31 concurrentes. Sur le 200 m, elle ne dépasse pas le stade des séries en termine 4e de la sienne en 25 s 98.
Aux Jeux asiatiques de 1962 à Jakarta, Mona Sulaiman remporte l'or sur le 100 m (11 s 60), le 200 m (24 s 50) et avec le relais du 4 x 100 m (48 s 60),. Elle est également médaillée de bronze au lancer du poids. Elle est la première athlète philippine à avoir remporté trois médailles d'or en une édition des Jeux asiatiques.
Sur le 100 m aux Jeux olympiques de Tokyo, elle enregistre un temps de 12 s 01 mais termine 7e et ne se qualifie par pour les quarts. Sur le 200 m, elle finit 4e de sa série comme à Rome et ne participe pas à la suite de la compétition. Intégrée au relais 4 x 100 m féminin avec Aida Molinos, Loretta Barcenas et Nelly Restar, les quatre filles termine 7e de leur série avec un temps de 48 s 80.

### Controverse
Qualifiée pour les Jeux asiatiques de 1966, on lui demande de passer un test à la suite de doutes concernant son genre mais elle refuse. Déjà arrivée au village des athlètes à Bangkok, elle quitte la compétition avant d'avoir concourue. Elle prend alors sa retraite sportive.
Elle avouera des années plus tard avoir été blessée par les questions concernant son genre.

## Après-carrière
Dans les années 1990, elle revient à l'athlétisme en devenant consultante pour la Philippine Sports Commission, chargée des performances des coureurs nationaux. 
Atteinte de diabète, elle entre à l'hôpital le 6 décembre et meurt finalement le 21 décembre 2016 à l'âge de 75 ans.

## Distinctions
- 2016 : Philippines Sports Hall of Fame[2]

## Palmarès
| Date | Compétition     | Lieu    | Place   | Épreuve         |
| ---- | --------------- | ------- | ------- | --------------- |
| 1960 | Jeux olympiques | Rome    | 21e (q) | 100 m           |
| 1960 | Jeux olympiques | Rome    | 22e (s) | 200 m           |
| 1962 | Jeux asiatiques | Jakarta | 1re     | 100 m           |
| 1962 | Jeux asiatiques | Jakarta | 1re     | 200 m           |
| 1962 | Jeux asiatiques | Jakarta | 1re     | 4 x 100 m       |
| 1962 | Jeux asiatiques | Jakarta | 3e      | lancer du poids |
| 1964 | Jeux olympiques | Tokyo   | 35e (s) | 100 m           |
| 1964 | Jeux olympiques | Tokyo   | 23e (s) | 200 m           |
| 1964 | Jeux olympiques | Tokyo   | 14e (s) | 4 x 100 m       |